# 필리핀의 텔레비전 드라마 목록
다음은 필리핀의 텔레비전 드라마 목록이다.

## 방송사
- ABS-CBN의 텔레비전 드라마
- GMA 네트워크의 텔레비전 드라마

## 가나다순
- 필리핀의 텔레비전 드라마 목록/ㄱ
- 필리핀의 텔레비전 드라마 목록/ㄴ
- 필리핀의 텔레비전 드라마 목록/ㄷ
- 필리핀의 텔레비전 드라마 목록/ㄹ
- 필리핀의 텔레비전 드라마 목록/ㅁ
- 필리핀의 텔레비전 드라마 목록/ㅂ
- 필리핀의 텔레비전 드라마 목록/ㅅ
- 필리핀의 텔레비전 드라마 목록/ㅇ
- 필리핀의 텔레비전 드라마 목록/ㅈ
- 필리핀의 텔레비전 드라마 목록/ㅊ
- 필리핀의 텔레비전 드라마 목록/ㅋ
- 필리핀의 텔레비전 드라마 목록/ㅌ
- 필리핀의 텔레비전 드라마 목록/ㅍ
- 필리핀의 텔레비전 드라마 목록/ㅎ

## 같이 보기
- 필리핀의 텔레비전 드라마